# Thapelo Phora
Thapelo Phora (Sudáfrica, 21 de noviembre de 1991) es un atleta sudafricano, especialista en la prueba de 400 m, en la que logró ser subcampeón africano en 2018

## Carrera deportiva
En el Campeonato Africano de Atletismo de 2018 celebrado en Asaba (Nigeria) ganó la medalla de plata en la prueba de los 400 metros, con un tiempo de 45.14 segundos, tras el botsuano Baboloki Thebe (oro con 44.81 segundos) y por delante del nigeriano Chidi Okezie (bronce con 45.65 segundos). También ganó la medalla de plata en los relevos de 4x400 metros.